# مايكل فوكس (سياسي)
مايكل فوكس هو صيدلي ورائد أعمال وسياسي ألماني، ولد في 6 فبراير 1949 في كوبلنتس في ألمانيا. نشط حزبياً في الاتحاد الديمقراطي المسيحي.

## مناصب
- انتخب عضو في البوندستاغ الألماني (17 أكتوبر 2002 – 18 أكتوبر 2005).
- انتخب عضو في البوندستاغ الألماني (18 أكتوبر 2005 – 27 أكتوبر 2009).
- انتخب عضو في البوندستاغ الألماني (27 أكتوبر 2009 – 22 أكتوبر 2013).
- انتخب عضو في البوندستاغ الألماني خلال فترته النيابية  [لغات أخرى]‏ (17 أكتوبر 2002 – 18 أكتوبر 2005).

## وصلات خارجية
- الموقع الرسمي
- مايكل فوكس على موقع IMDb (الإنجليزية)
- مايكل فوكس على موقع مونزينجر (الألمانية)